# INS Arihant
«Арихант» (INS Arihant, अरिहन्त, «Истребитель врагов») — первая индийская атомная подводная лодка, спущенная на воду 26 июля 2009 года, головной корабль типа «Арихант».
Принятие корабля на вооружение состоялось в августе 2016 года.

## История строительства
Дата закладки лодки неизвестна. 
О спуске корабля на воду, приуроченном к десятой годовщине окончания Каргильской войны, индийские СМИ заявили 26 июля 2009 года. Церемонию наречения корабля, с традиционным для ВМС Индии разбиванием о корпус кокосового ореха, совершила первая леди Индии, Гуршаран Каур. 
Ходовые испытания, начатые в 2010 году, затянулись на пять лет, и были закончены в октябре 2015 года.
Лодка принята на вооружение в августе 2016 года.
Возможно, для тренировки экипажа «Ариханта» использовалась арендованная АПЛ К-152.
В 2017 году находящаяся в порту лодка приняла через ошибочно открытый люк большое количество забортной воды в отсеки с двигательной установкой, что привело к коррозии трубопроводов и 10-месячному ремонту.